# Contea di Harnett
La contea di Harnett (in inglese Harnett County) è una contea dello Stato della Carolina del Nord, negli Stati Uniti. La popolazione al censimento del 2000 era di 91 025 abitanti. Il capoluogo di contea è Lillington.

## Storia
La contea di Harnett fu costituita nel 1855.